# Krutyń
Krutyń (deutsch Kruttinnen, auch Crutinnen) ist ein Dorf in der polnischen Woiwodschaft Ermland-Masuren. Es gehört zur Landgemeinde Piecki (deutsch Peitschendorf) im Powiat Mrągowski (Kreis Sensburg).

## Geographische Lage

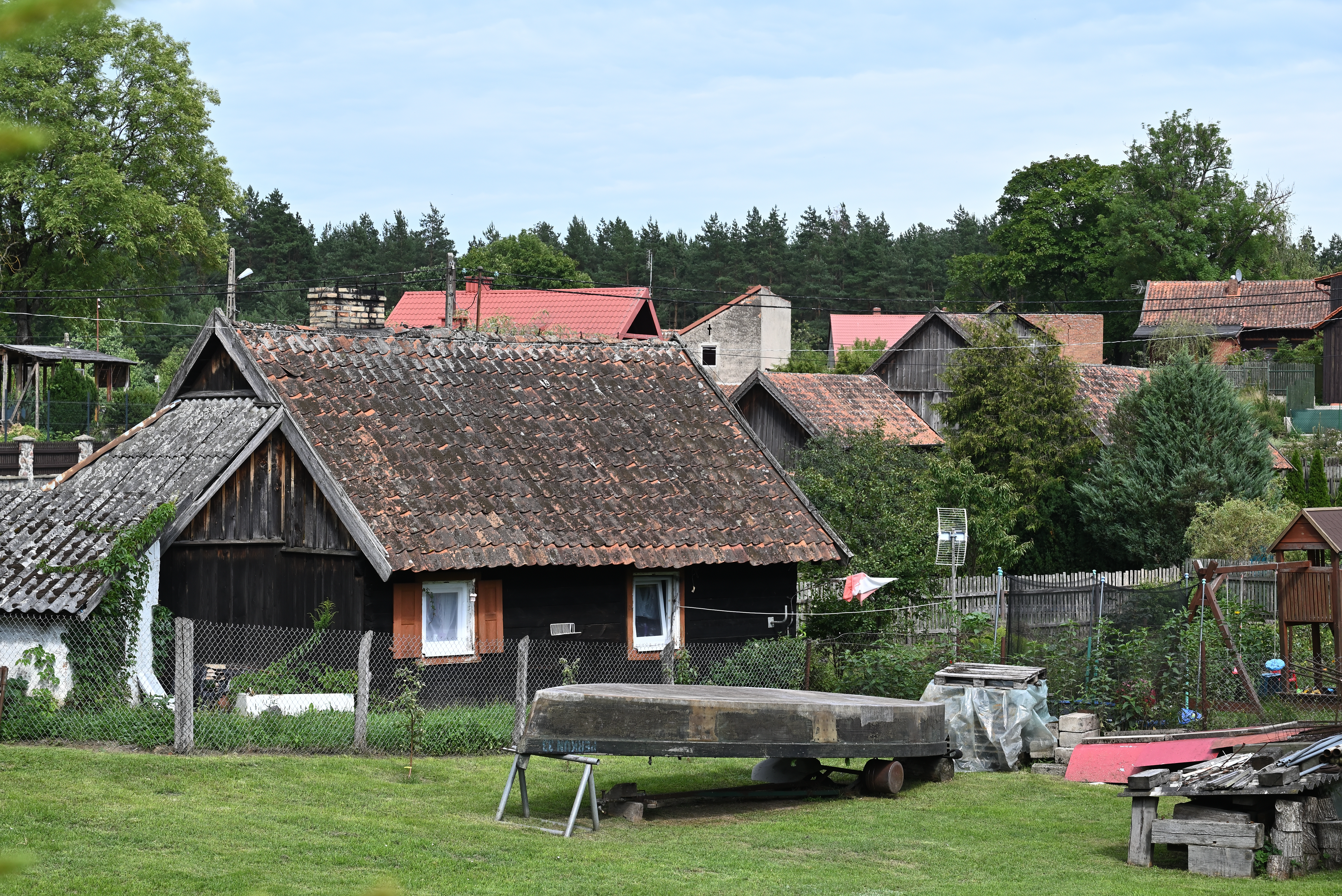
Holzhäuser in Krutyń

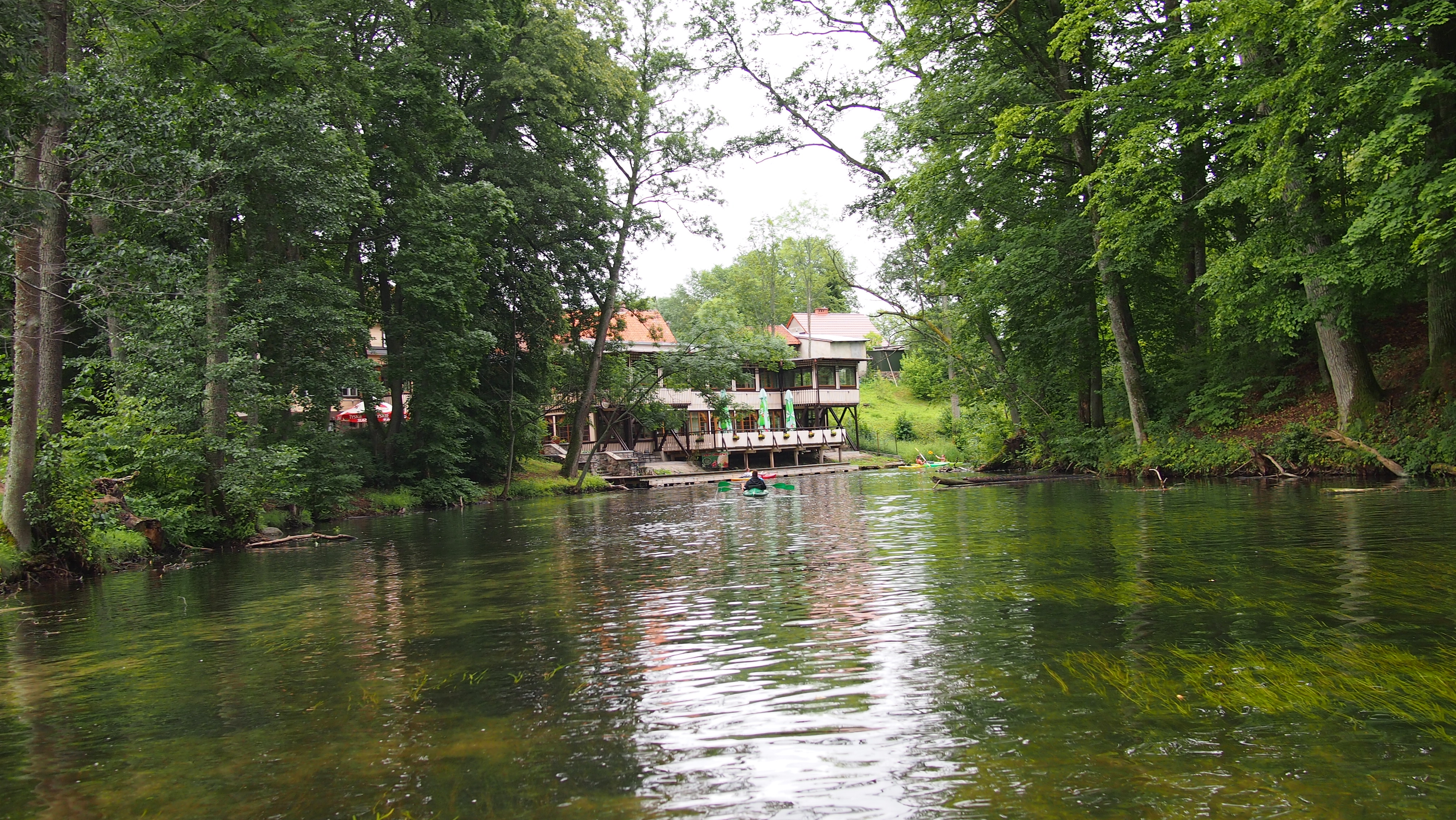
Partie an der Krutynia bei Krutyń

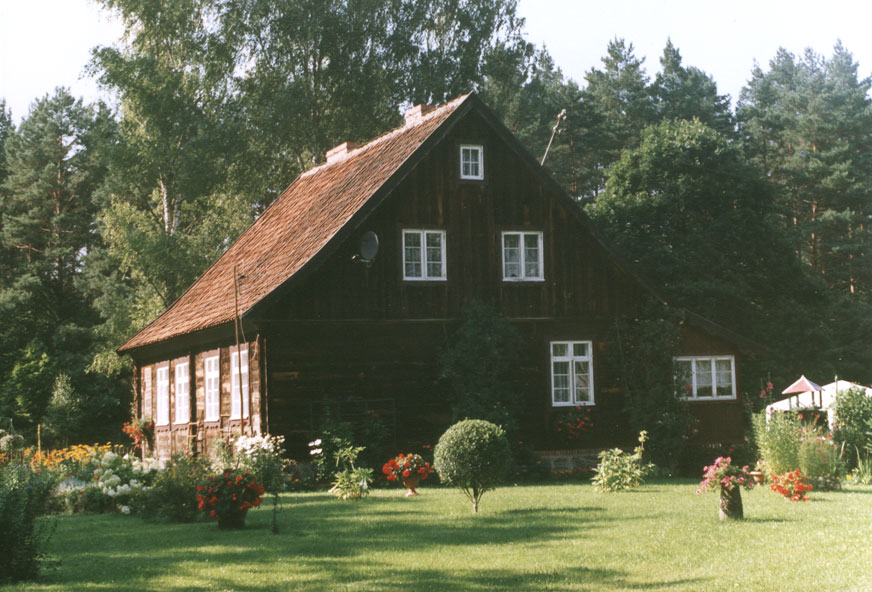
Denkmalgeschütztes Wohnhaus in Krutyń

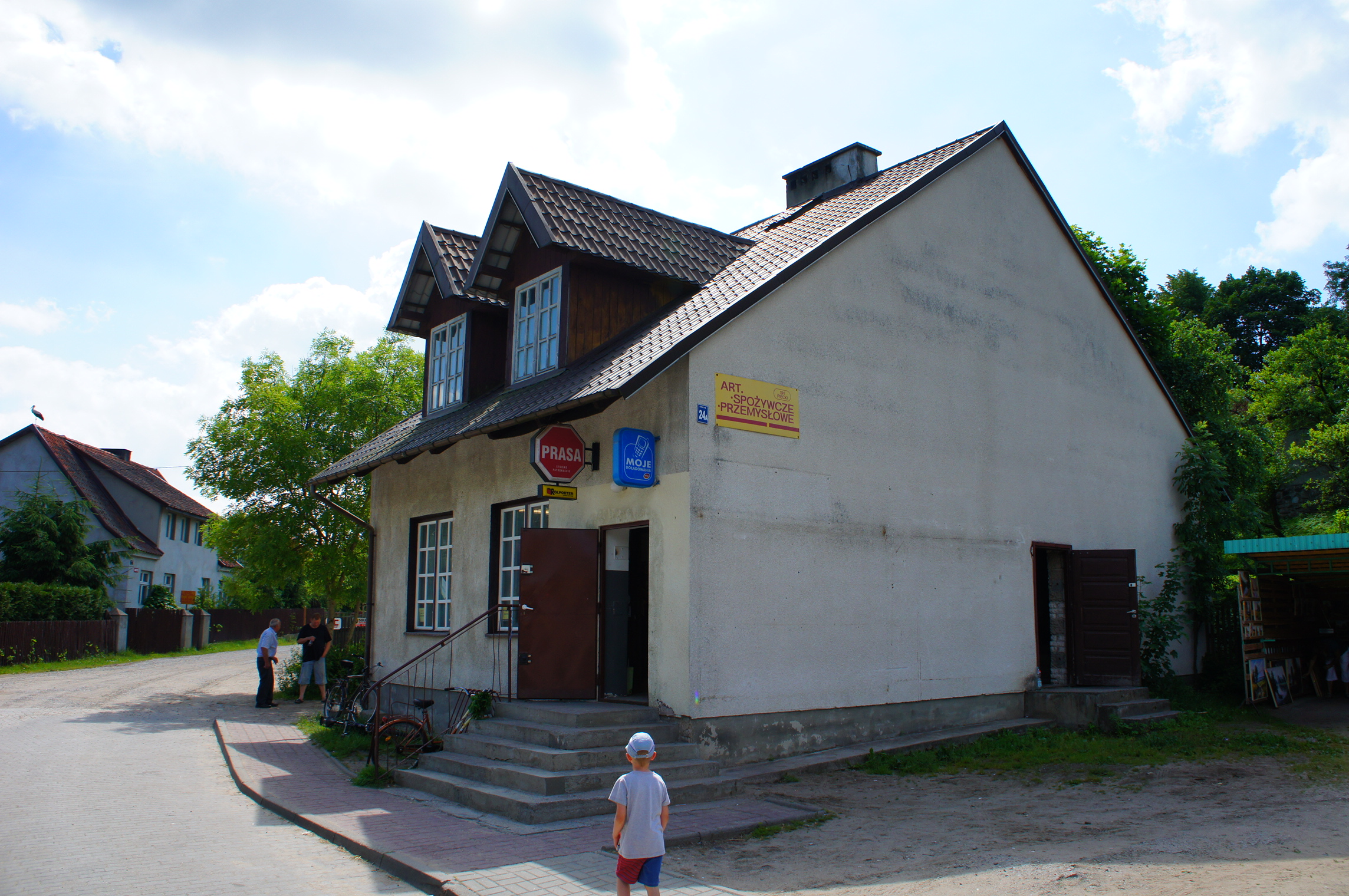
Lebensmittelgeschäft in Krutyń

Krutyń liegt an der Krutynia (deutsch Kruttinna), 2 km östlich des Jezioro Mokre (deutsch Muckersee), in der südlichen Mitte der Woiwodschaft Ermland-Masuren, 22 Kilometer südöstlich der Kreisstadt Mrągowo (deutsch Sensburg).

## Geschichte

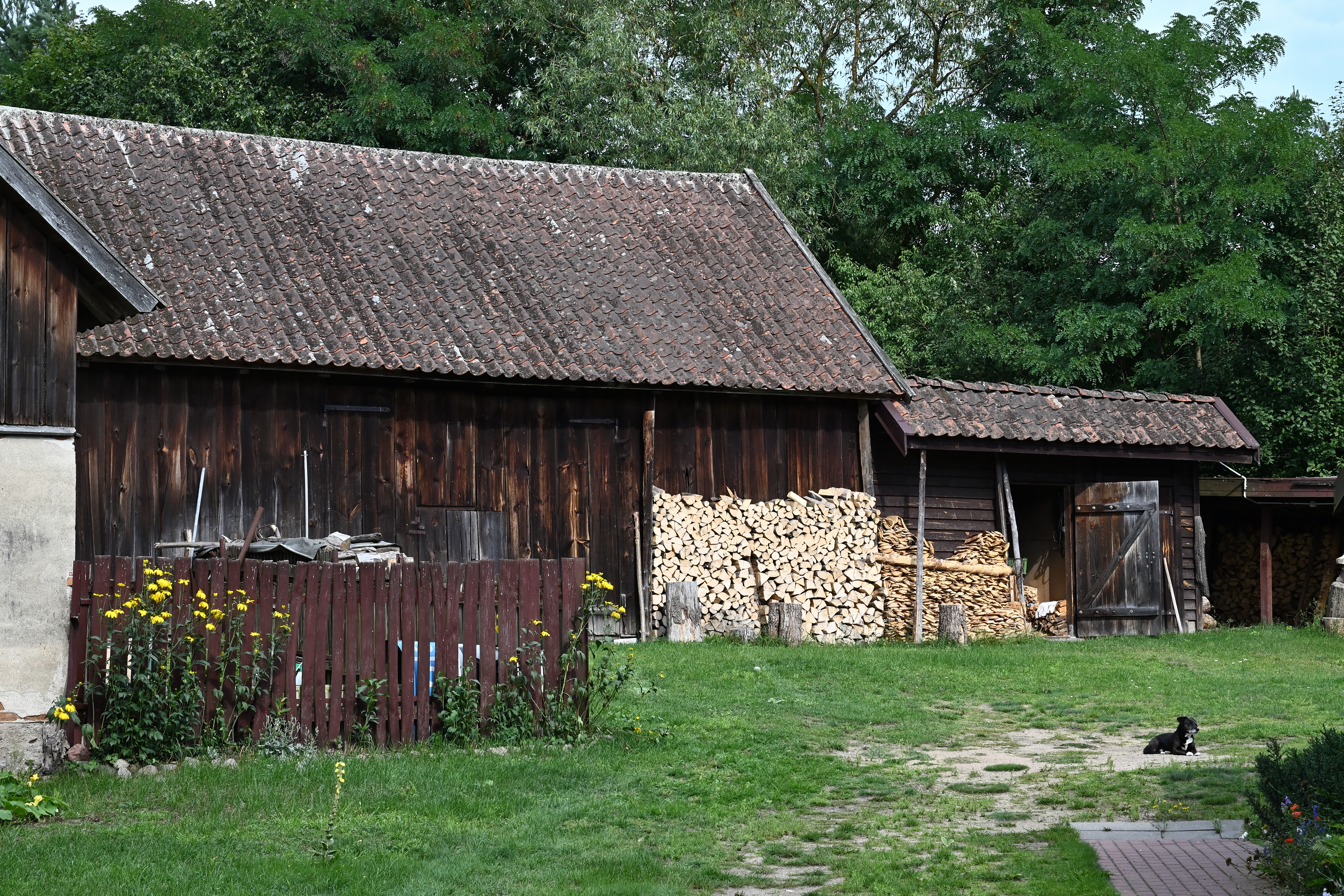
Hof in Krutyń

Das nach 1785 Kruttingen und ab etwa 1900 Cruttinnen bzw. Kruttinnen genannte Dorf bestand aus dem Dorf selbst sowie einer Oberförsterei und einer Försterei. Am 11. Juli 1874 wurde aus der Kolonie Cruttinnen die Landgemeinde Cruttinnen gebildet. Sie gehörte zu dem seit dem 8. April 1874 bestehenden Amtsbezirk Cruttinnen (polnisch Krutyń) innerhalb des Kreises Sensburg im Regierungsbezirk Gumbinnen (ab 1905 Regierungsbezirk Allenstein) in der preußischen Provinz Ostpreußen. 
Aufgrund der Bestimmungen des Versailler Vertrags stimmte die Bevölkerung im Abstimmungsgebiet Allenstein, zu dem Kruttinnen gehörte, am 11. Juli 1920 über die weitere staatliche Zugehörigkeit zu Ostpreußen (und damit zu Deutschland) oder den Anschluss an Polen ab. In Kruttinnen stimmten 260 Einwohner für den Verbleib bei Ostpreußen, in der Försterei Kruttinnen 60. Auf Polen entfielen keine Stimmen.
Am 30. September 1928 wurden die Oberförsterei Kruttinnen, die Försterei Kruttinnen sowie die Waldarbeitersiedlung Kruttinnen in die Landgemeinde Kruttinnen eingegliedert.
In Kriegsfolge wurde 1945 das gesamte südliche Ostpreußen an Polen überstellt. Das betraf auch Kruttinnen, das die polnische Namensform Krutyń erhielt. Heute ist das Dorf Sitz eines Schulzenamtes (polnisch Sołectwo) und als solches eine Ortschaft im Verbund der Gmina Piecki (Peitschendorf) im Powiat Mrągowski (Kreis Sensburg), bis 1998 der Woiwodschaft Olsztyn, seither der Woiwodschaft Ermland-Masuren zugehörig.

### Einwohnerzahlen
| Jahr | Anzahl Kruttinnen Dorf | Anzahl Kruttinnen Oberförsterei | Anzahl insgesamt |
| ---- | ---------------------- | ------------------------------- | ---------------- |
| 1818 | [0]151                 |                                 |                  |
| 1839 | 302                    |                                 |                  |
| 1885 | 340                    | [0]31                           | 371              |
| 1898 | 381                    | 26                              | 407              |
| 1905 | 350                    | 45                              | 395              |
| 1910 | 361                    | 26                              | 416              |
| 1933 |                        |                                 | [0]415           |
| 1939 |                        |                                 | 437              |
| 2011 |                        |                                 | [0]263           |

## Kirche
Bis 1945 war Kruttinnen in die evangelische Kirche Alt Ukta in der Kirchenprovinz Ostpreußen der Evangelischen Kirche der Altpreußischen Union sowie in die katholische St.-Adalbert-Kirche Sensburg im damaligen Bistum Ermland eingepfarrt. Heute gehört Krutyń zur evangelischen Kirchengemeinde Ukta, einer Filialgemeinde der Pfarrei Mikołajki in der Diözese Masuren der Evangelisch-Augsburgischen Kirche in Polen, außerdem zur katholischen Pfarrei Ukta im jetzigen Erzbistum Ermland innerhalb der polnischen katholischen Kirche.

## Schule
Um 1740 wurde in Cruttinnen eine Schule eingerichtet.

## Sport

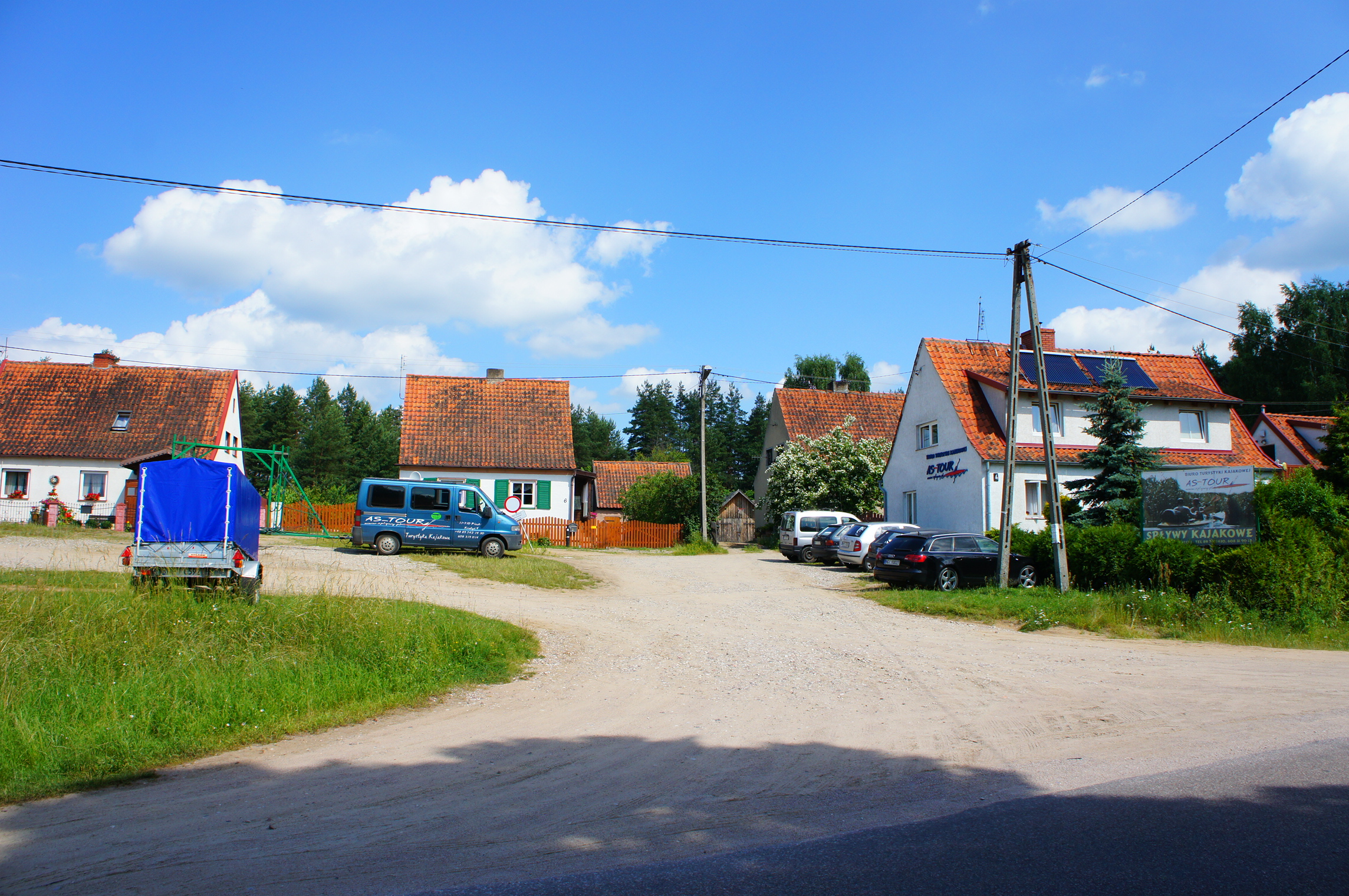
Bootsstation in Krutyń

Dank seiner Lage an der Krutynia ist Krutyń begehrtes Ziel für Kanusportler. Der Fluss bietet über fast einhundert Kilometer eine klassische Kanutourenstrecke.

## Verkehr

### Straße
Krutyń liegt verkehrstechnisch günstig an einer Nebenstraße, die die Landesstraße 58 mit der Woiwodschaftsstraße 610 über Rosocha (Jägerswalde) und Krutyński Piecek (Kruttinnerofen) verbindet.

### Schienen
Nahezu fünfzig Jahre war Kruttinnen Bahnstation. Anlässlich der Eröffnung der Bahnstrecke Sensburg–Rudczanny/Niedersee wurde die Bahnstation in Betrieb genommen. In Kriegsfolge musste die Strecke 1945 geschlossen und stillgelegt werden. Krutyń ist seither ohne Bahnanbindung.

## Persönlichkeiten

### Aus dem Ort gebürtig
- Tadeusz Willan (* 15. September 1932 in Kruttinnen), masurischer Schriftsteller und Journalist, Chefredakteur der Masurischen Storchenpost († 2018)

### Mit dem Ort verbunden
- Karl Mallek (1898–1969), masurischer Schriftsteller, Volkskundler, Publizist und Lehrer, wirkte u. a. in Kruttinnen/Krutyń und verstarb hier am 28. August 1969